# Chynorany
Chynorany (in ungherese Kinorány) è un comune della Slovacchia facente parte del distretto di Partizánske, nella regione di Trenčín.